# Ion Cîrstoiu
Ion Cîrstoiu (n. 29 noiembrie 1948, Greblești, județul Vâlcea) este un fost deputat român în legislatura 1996-2000 și în legislatura 2000-2004, ales în județul Argeș pe listele partidului USD-PD. În legislatura 2000-2004, Ion Cîrstoiu a fost membru în grupurile parlamentare de prietenie cu Republica Algeriană Democratică și Populară, Regatul Spaniei și Republica Orientală a Uruguayului. Este tatăl medicului Cătălin Cîrstoiu.